# Incident v Gleiwitzu
Incident v Gleiwitzu je bil uprizorjen napad na nemško radijsko postajo Sender Gleiwitz v Gleiwitzu (Zgornja Šlezija, Tretji rajh, danes Gliwice na Poljskem) na večer 31. avgusta 1939. Provokacija je bila ena od več akcij Operacije Himmler, s katero je nacistična Nemčija želela uprizoriti poljsko agresijo proti njej in s katero je pred svetom opravičila posledično invazijo na Poljsko.

## Dogodki v Gleiwitzu
Večina danes znanega o incidentu izhaja iz pismene izjave pod prisego Alfreda Naujocksa na Nürnberškem procesu. Glede na izjavo je incident organiziral Naujocks po ukazu vodij Gestapa Reinharda Heydricha in Heinricha Müllerja.
V noči 31. avgusta 1939 je manjša skupina nemških operativcev pod poveljstvom Naujocksa, oblečenih v poljske uniforme, zavzela radijsko postajo v Gleiwitzu in oddala kratko protinemško sporočilo v poljskem jeziku (viri si niso enotni glede njegove vsebine). Nemški cilj je bil uprizoriti napad na postajo kot delo poljskih saboterjev. Da bi bil napad bolj prepričljiv, so Nemci s seboj pripeljali tudi Franciszka Honioka, poljskega simpatizerja, ki je bil s strani Gestapa aretiran dan pred tem. Honioka, ki je bil oblečen kot saboter, so usmrtili in pustili na prizorišču tako, da je izgledal kot bi bil ubit med napadom na postajo. Njegovo truplo so posledično prikazali kot dokaz o napadu.

## Vsebina
Incident v Gleiwitzu je bil zgolj del večje operacije, ki sta jo vodila oddelka Abwehra in SS-a. V istem času kot napad na Gleiwitz so bili vzdolž nemško-poljske meje uprizorjeni tudi drugi incidenti kot so požigi hiš v Poljskem koridorju in lažnivi propagandni izdelki. Celoten projekt Operacija Himmler, ki je vseboval 21 incidentov, je bil namenjen uprizoritvi poljske agresije na Nemčijo.
Štiri mesece pred nemško invazijo na Poljsko so nemški časopisi in politiki obtoževali poljsko vlado organiziranja ali dopuščanja etničnega čiščenja nemškega življa na Poljskem.
Dan po napadu na Gleiwitz, 1. septembra 1939, je Nemčija sprožila obsežen napad - invazijo na Poljsko, s čimer se je začela druga svetovna vojna v Evropi. Istega dne je Adolf Hitler v Reichstagu v svojem nagovoru navedel 21 mejnih incidentev, od katerih so bili po njegovem trije zelo resni, kot opravičilo za nemško »obrambno« dejanje proti Poljski.Samo nekaj dni pred tem, 22. avgusta, je Hitler dejal svojim generalom »Dal vam bom svoj razlog za začetek vojne, pa naj si bo verjeten ali ne. Zmagovalca se ne bo spraševalo, če je govoril resnico«.

## Mednarodni odzivi
Ameriški dopisniki so bili pozvani na prizorišče napada že naslednji dan, vendar jim ni bilo dano raziskati incidenta, tako je bila mednarodna javnost skeptična ob nemški verziji incidenta. Nekaj dni po invaziji na Poljsko sta tako mednarodna javnost kot tisk spoznala, da je moral biti velikanski obseg nemške »obrambne akcije« v dneh takoj za incidentom v Gleiwitzu načrtovan že mesece pred tem.

## Obravnava v filmu
- Der Fall Gleiwitz, režija: Gerhard Klein (1961), DEFA studios (The Gleiwitz Case; angleški podnaslovi), vzhodnonemški film - rekonstrukcija dogodkov, v Zahodni Nemčiji razglašen za najboljši DEFA film.
- Operacja Himmler - Polart (Poljska)
- Hitler's SS: A Portrait In Evil, režija: Jim Goddard (1985); angloameriški film s prizori incidenta v Gleiwitzu.
- Die Blechtrommel kratko vključuje incident kot del filmskega zapleta.
- Codename Panzers, video igra, poljsko javnost je razburil s prizori incidenta v Gleiwitzu kot resničnega, ne kot uprizorjenega.